# Рарон
Рарон (нім. Raron) — громада  в Швейцарії в кантоні Вале, округ Західний Рарон.

## Географія
Громада розташована на відстані близько 80 км на південь від Берна, 35 км на схід від Сьйона.
Рарон має площу 30,4 км², з яких на 6,7% дозволяється будівництво (житлове та будівництво доріг), 12,4% використовуються в сільськогосподарських цілях, 20,1% зайнято лісами, 60,8% не є продуктивними (річки, льодовики або гори).

## Демографія
2019 року в громаді мешкало 1945 осіб (+7,5% порівняно з 2010 роком), іноземців було 12,4%. Густота населення становила 64 осіб/км².
За віковим діапазоном населення розподілялося таким чином: 21,2% — особи молодші 20 років, 57,5% — особи у віці 20—64 років, 21,3% — особи у віці 65 років та старші. Було 802 помешкань (у середньому 2,4 особи в помешканні).
Із загальної кількості 1094 працюючих 126 було зайнятих в первинному секторі, 503 — в обробній промисловості, 465 — в галузі послуг.